# تروتایپ
تروتایپ (به انگلیسی: TrueType) عنوان دسته‌ای از قلم‌های رایانه‌ای است. از ویژگی‌های مهم این قلم‌ها مقیاس‌پذیری آن‌هاست که باعث می‌شود در اندازه‌های مختلف با کیفیت خود را حفظ کنند.
در قلم‌های تروتایپ مانند قلم‌های اُپن‌تایپ، هر گلیف به وسیلهٔ تعدادی فرمان که شیوهٔ رسم خطوط را مشخص می‌کنند و نیز تعدادی راهنما (hint) تعریف می‌شود؛ با این تفاوت که در قلم‌های اُپن‌تایپ علاوه بر پشتیبانی از تعاریف تروتایپ، استفاده از تعاریف پست‌اسکریپت نیز مجاز است. قلم‌های تروتایپ و اُپن‌تایپ ضمن حفظ کیفیت قلم‌های برداری، سرعت رسم بالا و نزدیک به قلم‌های شطرنجی دارند و مانند قلم‌های شطرنجی مستقل از سیستمی که در آن نمایش می‌یابند هستند.
تنها قلم‌های تروتایپِ تک‌فاصله (monospaced) که به صورت پیش‌فرض به همراه سیستم‌عامل‌های ویندوز منتشر می‌شوند Courier New و Lucida Sans Typewriter هستند.